# Castiglione Messer Raimondo
Castiglione Messer Raimondo es un municipio situado en el territorio de la Provincia de Teramo, en Abruzos (Italia).

## Demografía
| Gráfica de evolución demográfica de Castiglione Messer Raimondo entre 1861 y 2001 |
|                                                                                   |
| Fuente ISTAT - elaboración gráfica de Wikipedia                                   |

- Datos: Q51435
- Multimedia: Castiglione Messer Raimondo / Q51435

1. ↑  Worldpostalcodes.org, código postal n.º 64034.
2. ↑  «Codici Catastali». Comuni-italiani.it (en italiano). Consultado el 29 de abril de 2017.